# 황유선
황유선(1974년 12월 ~ )은 대한민국의 前 한국방송공사 아나운서이자 현재 중부대학교 교수이다.

## 경력
- 1998년 1월 : 한국방송공사 제25기 공채 아나운서
- 1999년 12월 : 한국방송공사 아나운서 직위 퇴임
- 2010년 : 한국언론진흥재단 선임연구위원
- 2012년 : 중부대학교 신문방송학과 교수

## 학력
- 연세대학교 불어불문학과 학사
- 연세대학교 대학원 신문방송학과 석사, 박사

## 진행
TV
- 1998년 KBS 뉴스 파노라마
- 1998년 ~ 1999년 뮤직뱅크
- 1998년 ~ 1999년 비디오 챔피언
- 1999년 KBS 뉴스광장
- 1999년 : KBS2 TV는 사랑을 싣고 게스트
- TV조선 이봉규 황유선의 정치옥타곤